# Clarice Starling
Clarice M. Starling is een fictieve FBI-agente uit de trilogie van Thomas Harris. Deze bestaat uit de boeken:
- Red Dragon
- The Silence of the Lambs
- Hannibal

In de film The Silence of the Lambs wordt dit personage gespeeld door Jodie Foster, in Hannibal door Julianne Moore.
In The Silence of the Lambs is Starling nog in opleiding. Ze hoopt later werk te vinden op de afdeling Gedragswetenschappen.
Op een dag wordt haar gevraagd te gaan praten met dr. Hannibal Lecter. Men hoopt dat hij kan helpen met het vinden van een seriemoordenaar, Buffalo Bill.
Tijdens het interview moet ze vertellen over haar jeugd. Ze is geboren in West Virginia. Haar vader was een nachtsheriff. Toen ze negen jaar oud was, werd hij neergeschoten door twee inbrekers. Haar moeder kon niet voor haar zorgen en dus ging ze bij een oom wonen, die een boerderij had.
Op een ochtend hoorde ze hoe er lammeren werden geslacht. Starling liep weg, samen met een lammetje. Ze kwam terecht in een Luthers weeshuis.
Lecter geeft haar hints zodat het onderzoek naar Buffalo Bill vooruitgaat. Op het moment van de arrestatie zit zij echter ver weg. Maar dan blijkt dat de FBI het fout had.
Starling komt toevallig wel bij de moordenaar, Jame Gumb, terecht. Ze schiet hem dood.
Lecter ontsnapt, maar hij schrijft een brief naar Starling. Haar zou hij niet vermoorden.
In Hannibal is Starling 32. Haar carrière vlot niet. Een inval mislukt. Ze moet vijf mensen doden. Als dan toch de triomf binnen handbereik is, het vangen van Lecter, wordt ze van de zaak gehaald.
Uiteindelijk redt ze hem uit de klauwen van een van Lecters eerste slachtoffers, Mason Verger. Hij wilde Lecter aan wilde zwijnen voeren.
Lecter neemt Starling daarna mee naar zijn schuilplaats. Lecter wil dat ze een vervanging wordt voor zijn vermoorde zus. Starling weet dat uit zijn hoofd te praten.
Ze worden ten slotte een koppel.